# Danh sách trường trung học phổ thông tại Bắc Ninh
Danh sách trường Trung học phổ thông tại tỉnh Bắc Ninh là danh sách bao gồm các trường học có đào tạo cấp trung học phổ thông trên địa bàn tỉnh Bắc Ninh ở miền Bắc Việt Nam. Các trường này bao gồm đa dạng các loại hình công lập, bán công, trường tư thục và trường quốc tế.

## Lịch sử
- Giai đoạn trước năm 2000, đây là giai đoạn diễn ra một số thay đổi hành chính lớn qua đó tái lập tỉnh Bắc Ninh và một số huyện thị trong tỉnh. Thời điểm đó, tỉnh mới được tái lập nên nhu cầu phát triển kinh tế - xã hội càng trở nên cấp thiết để định hướng phát triển theo hướng công nghiệp hóa hiện đại hóa. Trong đó, sự phát triển giáo dục cũng là nhu cầu tất yếu hòa chung vào sự phát triển đó. Từ thực tế đó, tỉnh nhà cần phải mở thêm trường lớp để đáp ứng nhu cầu học tập của con em địa phương đang tăng lên từng ngày.
- Giai đoạn 2000 – 2005, ngoài số trường đã tồn tại từ thời còn thuộc tỉnh Hà Bắc, UBND tỉnh Bắc Ninh đã cấp phép hoạt động cho hàng chục trường Trung học Phổ thông mới để phục vụ nhu cầu học tập của con em địa phương. Do chính sách khuyến khích xã hội hóa giáo dục của nhà nước nên trong số này đa phần là các trường Trung học Phổ thông dân lập và tư thục.
- Tháng 12 năm 2008, UBND tỉnh Bắc Ninh thực hiện đổi tên đồng loạt 17 trường Trung học Phổ thông nhằm sắp xếp lại tên gọi các trường do việc mở rộng thành phố Bắc Ninh diễn ra vào năm 2007 và để chuẩn hóa theo một số quy định đặt tên trường của Bộ Giáo dục và Đào tạo lúc đó.[1]

| STT | Tên trường cũ                                    | Tên trường mới                             |
| --- | ------------------------------------------------ | ------------------------------------------ |
| 1   | Trường Trung học Phổ thông Quế Võ số 4           | Trường Trung học Phổ thông Hàm Long        |
| 2   | Trường Trung học Phổ thông Dân lập Quế Võ        | Trường Trung học Phổ thông Phố Mới         |
| 3   | Trường Trung học Phổ thông Dân lập Quế Võ số 2   | Trường Trung học Phổ thông Trần Hưng Đạo   |
| 4   | Trường Trung học Phổ thông Dân lập Tiên Du số 1  | Trường Trung học Phổ thông Trần Nhân Tông  |
| 5   | Trường Trung học Phổ thông Tiên Du số 2          | Trường Trung học Phổ thông Lý Thường Kiệt  |
| 6   | Trường Trung học Phổ thông Tiên Du số 3          | Trường Trung học Phổ thông Nguyễn Đăng Đạo |
| 7   | Trường Trung học Phổ thông Dân lập Tiên Du số 2  | Trường Trung học Phổ thông Lê Quý Đôn      |
| 8   | Trường Trung học Phổ thông Yên Phong số 2        | Trường Trung học Phổ thông Lý Nhân Tông    |
| 9   | Trường Trung học Phổ thông Yên Phong số 3        | Trường Trung học Phổ thông Yên Phong số 2  |
| 10  | Trường Trung học Phổ thông Dân lập Nguyễn Trãi   | Trường Trung học Phổ thông Nguyễn Trãi     |
| 11  | Trường Trung học Phổ thông Dân lập Lương Tài     | Trường Trung học Phổ thông Lương Tài số 3  |
| 12  | Trường Trung học Phổ thông Tư thục Hải Á         | Trường Trung học Phổ thông Hải Á           |
| 13  | Trường Trung học Phổ thông Dân lập Thuận Thành   | Trường Trung học Phổ thông Thiên Đức       |
| 14  | Trường Trung học Phổ thông Dân lập Bắc Ninh số 1 | Trường Trung học Phổ thông Bắc Ninh        |
| 15  | Trường Trung học Phổ thông Dân lập Nguyễn Du     | Trường Trung học Phổ thông Nguyễn Du       |
| 16  | Trường Trung học Phổ thông Dân lập Gia Bình      | Trường Trung học Phổ thông Gia Bình số 3   |
| 17  | Trường Trung học Phổ thông Dân lập Từ Sơn        | Trường Trung học Phổ thông Từ Sơn          |

- Giai đoạn 2010 – 2011, UBND tỉnh cũng đã hoàn tất việc chuyển đổi từ trường Trung học Phổ thông Dân lập sang Tư thục đối với 11/11 trường Trung học Phổ thông Dân lập trên địa bàn tỉnh. Việc chuyển đổi trường Trung học Phổ thông Dân lập sang Tư thục nhằm tăng cường tính tự chủ, tự chịu trách nhiệm đối với các tổ chức, cá nhân trong các hoạt động giáo dục, tạo sự cạnh tranh lành mạnh giữa các cơ sở giáo dục ngoài công lập, đáp ứng nhu cầu nguyện vọng của người học.[2]
- Tháng 7 năm 2012, sau nhiều năm học vất vả vì thiếu thí sinh đầu vào nên Trường Trung học Phổ thông Bắc Ninh có trụ sở ở khu 5, phường Đại Phúc, thành phố Bắc Ninh đã tuyên bố ngừng tuyển sinh, số học sinh còn lại đang theo học tại trường được bàn giao cho Trường Trung học Phổ thông Nguyễn Du ở phường Võ Cường gần đó.[3]

## Danh sách
Danh sách các trường đào tạo cấp trung học phổ thông trên địa bàn Bắc Ninh:

### Các trường công lập
| STT | Tên chính thức                                       | Địa chỉ                                         | Thành lập | Ghi chú     | Tham khảo            |
| --- | ---------------------------------------------------- | ----------------------------------------------- | --------- | ----------- | -------------------- |
| 1   | Trường THPT Chuyên Bắc Ninh                          | Số 1, đường Ngô Sĩ Liên, phường Kinh Bắc        | 1993      | [ note 1 ]  | [ 4 ]                |
| 2   | Trường THPT Chuyên Bắc Giang                         | Số 199, đường Hoàng Văn Thụ, phường Bắc Giang   | 1991      | [ note 2 ]  | [ 5 ]                |
| 3   | Trường THPT Hàn Thuyên                               | Số 545, đường Hàn Thuyên, phường Võ Cường       | 1925      | [ note 3 ]  | [ 6 ]                |
| 4   | Trường THPT Hoàng Quốc Việt                          | Đường Đấu Mã, phường Vũ Ninh                    | 1987      | [ note 4 ]  | [ 7 ]                |
| 5   | Trường THPT Lý Nhân Tông                             | Đường tỉnh 286, khu Đương Xá 2, phường Kinh Bắc | 1977      | [ note 5 ]  | [ 8 ]                |
| 6   | Trường THPT Hàm Long                                 | Đường Sơn Đông, phường Nam Sơn                  | 2004      | [ note 6 ]  | [ 9 ]                |
| 7   | Trường THPT Lý Thường Kiệt - Hạp Lĩnh                | Phố Và, phường Hạp Lĩnh                         | 1998      | [ note 7 ]  | [ 10 ]               |
| 8   | Trường THPT Lý Thái Tổ                               | Số 37, phố Nguyễn Văn Trỗi, phường Từ Sơn       | 1929      | [ note 8 ]  | [ 11 ]               |
| 9   | Trường THPT Nguyễn Văn Cừ                            | Đường Nguyễn Văn Cừ, phường Phù Khê             | 2004      |             | [ 12 ]               |
| 10  | Trường THPT Ngô Gia Tự                               | Đường Nguyễn Quán Quang, phường Tam Sơn         | 2000      |             | [ 13 ]               |
| 11  | Trường THPT Thuận Thành số 1                         | Đường Lạc Long Quân, phường Thuận Thành         | 1961      | [ note 9 ]  | [ 14 ] [ 15 ]        |
| 12  | Trường THPT Thuận Thành số 2                         | Khu dân cư Thanh Hoài, phường Trí Quả           | 1977      | [ note 10 ] | [ 16 ]               |
| 13  | Trường THPT Thuận Thành số 3                         | Đường Vương Văn Trà, phường Thuận Thành         | 2001      |             | [ 17 ]               |
| 14  | Trường THPT Quế Võ số 1                              | Số 618, đường Quang Trung, phường Quế Võ        | 1966      | [ note 11 ] | [ 18 ] [ 19 ]        |
| 15  | Trường THPT Quế Võ số 2                              | Quốc lộ 18, khu phố Đông Du, phường Đào Viên    | 1977      | [ note 12 ] | [ 20 ]               |
| 16  | Trường THPT Quế Võ số 3                              | Khu phố Mộ Đạo, phường Bồng Lai                 | 1999      |             | [ 21 ]               |
| 17  | Trường THPT Gia Bình số 1                            | Phố Ngụ, xã Nhân Thắng                          | 1972      | [ note 13 ] | [ 22 ] [ 23 ]        |
| 18  | Trường THPT Lê Văn Thịnh                             | Đường Lê Văn Thịnh, xã Gia Bình                 | 1997      | [ note 14 ] | [ 24 ] [ 25 ] [ 26 ] |
| 19  | Trường THPT Lương Tài                                | Đường Lý Thái Tổ, xã Lương Tài                  | 1953      | [ note 15 ] | [ 27 ]               |
| 20  | Trường THPT Lương Tài số 2                           | Xã Trung Kênh                                   | 2000      |             | [ 28 ]               |
| 21  | Trường THPT Tiên Du số 1                             | Thôn Đông Sơn, xã Liên Bão                      | 1966      | [ note 16 ] | [ 29 ]               |
| 22  | Trường THPT Nguyễn Đăng Đạo                          | Số 88, đường Nguyễn Đăng Đạo, xã Tiên Du        | 2004      | [ note 17 ] | [ 30 ]               |
| 23  | Trường THPT Yên Phong số 1                           | Số 66, đường Huỳnh Thúc Kháng, xã Yên Phong     | 1963      | [ note 18 ] | [ 31 ]               |
| 24  | Trường THPT Yên Phong số 2                           | Thôn Chính Trung, xã Yên Trung                  | 2004      | [ note 19 ] | [ 32 ]               |
| 25  | Trường THPT Việt Yên số 1                            | Số 296, đường Hoàng Hoa Thám, phường Việt Yên   | 1966      | [ note 20 ] | [ 33 ]               |
| 26  | Trường THPT Việt Yên số 2                            | Số 312, đường Giáp Hải, phường Tự Lạn           | 1977      | [ note 21 ] | [ 34 ]               |
| 27  | Trường THPT Lý Thường Kiệt - Vân Hà                  | Khu phố Thượng Lát, phường Vân Hà               | 2002      | [ note 22 ] | [ 35 ]               |
| 28  | Trường THPT Tân Yên số 1                             | Phố Ngô Xá, xã Tân Yên                          | 1961      | [ note 23 ] | [ 36 ]               |
| 29  | Trường THPT Tân Yên số 2                             | Thôn Kép Vàng, xã Quang Trung                   | 1973      | [ note 24 ] | [ 37 ]               |
| 30  | Trường THPT Nhã Nam                                  | Phố Tân Quang, xã Nhã Nam                       | 2000      |             | [ 38 ]               |
| 31  | Trường THPT Lục Nam                                  | Phố Thân Nhân Trung, xã Lục Nam                 | 1965      | [ note 25 ] | [ 39 ]               |
| 32  | Trường THPT Phương Sơn                               | Xã Lục Nam                                      | 1999      |             | [ 40 ]               |
| 33  | Trường THPT Cẩm Lý                                   | Thôn Lịch Sơn, xã Cẩm Lý                        | 1982      | [ note 26 ] | [ 41 ]               |
| 34  | Trường THPT Tứ Sơn                                   | Thôn Trại Ổi, xã Trường Sơn                     | 1984      | [ note 27 ] | [ 42 ]               |
| 35  | Trường THPT Yên Thế                                  | Phố Cả Trọng, xã Yên Thế                        | 1966      | [ note 28 ] | [ 43 ]               |
| 36  | Trường THPT Bố Hạ                                    | TDP Đồng Quán, xã Bố Hạ                         | 1990      | [ note 29 ] | [ 44 ]               |
| 37  | Trường THPT Mỏ Trạng                                 | Mỏ Trạng, xã Tam Tiến                           | 1961      | [ note 30 ] | [ 45 ]               |
| 38  | Trường THPT Hiệp Hòa số 1                            | Số 540, đường Hoàng Văn Thái, xã Hiệp Hòa       | 1961      | [ note 31 ] | [ 46 ]               |
| 39  | Trường THPT Hiệp Hòa số 2                            | Đường tỉnh 295, TDP Tam Hợp, xã Xuân Cẩm        | 1961      | [ note 32 ] | [ 47 ]               |
| 40  | Trường THPT Hiệp Hòa số 3                            | Xã Hợp Thịnh                                    | 1999      | [ note 33 ] | [ 48 ]               |
| 41  | Trường THPT Hiệp Hòa số 4                            | Thôn An Cập, xã Hoàng Vân                       | 2006      |             | [ 49 ]               |
| 42  | Trường THPT Yên Dũng số 1                            | TDP Phương Sơn, phường Yên Dũng                 | 1965      | [ note 34 ] | [ 50 ]               |
| 43  | Trường THPT Yên Dũng số 2                            | Phường Tân An                                   | 1972      | [ note 35 ] | [ 51 ]               |
| 44  | Trường THPT Yên Dũng số 3                            | TDP Đông, phường Cảnh Thụy                      | 2001      |             | [ 52 ]               |
| 45  | Trường THPT Sơn Động số 1                            | Xã Sơn Động                                     | 1969      | [ note 36 ] | [ 53 ]               |
| 46  | Trường THPT Sơn Động số 2                            | Thôn Gốc Gạo, xã Yên Định                       | 2000      | [ note 37 ] | [ 54 ]               |
| 47  | Trường THPT Sơn Động số 3                            | Xã Tây Yên Tử                                   | 2005      |             | [ 55 ]               |
| 48  | Trường THPT Chu Văn An                               | Đường Trần Phú, phường Chũ                      | 1964      | [ note 38 ] | [ 56 ]               |
| 49  | Trường THPT Lục Ngạn                                 | Thôn Thanh Văn 1, xã Lục Ngạn                   | 1996      | [ note 39 ] | [ 57 ]               |
| 50  | Trường THPT Phượng Sơn                               | TDP Phượng Khanh, phường Phượng Sơn             | 1999      | [ note 40 ] | [ 58 ]               |
| 51  | Trường THPT Lương Thế Vinh                           | Xã Tân Sơn                                      | 2002      | [ note 41 ] | [ 59 ]               |
| 52  | Trường THPT Lạng Giang số 1                          | Thôn Ao Luông, xã Lạng Giang                    | 1967      | [ note 42 ] | [ 60 ]               |
| 53  | Trường THPT Lạng Giang số 2                          | TDP Thanh Bình, xã Kép                          | 1996      | [ note 43 ] | [ 61 ]               |
| 54  | Trường THPT Lạng Giang số 3                          | Thôn Trám, xã Tiên Lục                          | 1977      | [ note 44 ] | [ 62 ]               |
| 55  | Trường THPT Ngô Sĩ Liên                              | Số 143, đường Ngô Gia Tự, phường Bắc Giang      | 1946      | [ note 45 ] | [ 63 ]               |
| 56  | Trường THPT Thái Thuận                               | Số 34, đường Đào Sư Tích, phường Bắc Giang      | 1976      | [ note 46 ] | [ 64 ]               |
| 57  | Trường THPT Giáp Hải                                 | Phường Đa Mai                                   | 2011      |             | [ 65 ]               |
| 58  | Trường Phổ thông Dân tộc nội trú tỉnh Bắc Giang      | Phố Thân Cảnh Vân, phường Bắc Giang             | 1993      |             | [ 66 ]               |
| 59  | Trường Dân tộc nội trú THCS và THPT Nguyễn Tất Thành | Xã Kiên Lao                                     | 1960      | [ note 47 ] | [ 67 ]               |
| 60  | Trường Phổ thông Dân tộc nội trú Sơn Động            | TDP số 4, xã Sơn Động                           | 1991      |             | [ 68 ]               |

### Các trường ngoài công lập

#### Các trường dân lập, tư thục
| STT | Tên chính thức                           | Địa chỉ                                             | Thành lập | Ghi chú     | Tham khảo     |
| --- | ---------------------------------------- | --------------------------------------------------- | --------- | ----------- | ------------- |
| 1   | Trường THPT Nguyễn Du                    | Đường Lý Thần Tông, phường Võ Cường                 | 2000      |             | [ 69 ]        |
| 2   | Trường Phổ thông Liên cấp Chu Văn An     | E6 Khu Công nghiệp Quế Võ, phường Nam Sơn           | 2018      |             |               |
| 3   | Trường Phổ thông Liên cấp Đào Duy Từ     | Số 568, đường Thành Cổ, phường Kinh Bắc             | 2019      |             | [ 70 ]        |
| 4   | Trường Phổ thông Liên cấp Lương Thế Vinh | Khu Khúc Toại, phường Kinh Bắc                      | 2019      |             | [ 71 ]        |
| 5   | Trường TH, THCS&THPT FPT Bắc Ninh        | Lô CC1, đường Nguyễn Thị Minh Khai, phường Kinh Bắc | 2022      |             |               |
| 6   | Trường THPT Từ Sơn                       | Phố Trang Liệt, phường Đồng Nguyên                  | 2000      |             | [ 72 ]        |
| 7   | Trường Phổ thông liên cấp Lý Công Uẩn    | Khu liên hợp Khoa học Đào tạo, phường Từ Sơn        | 2018      |             | [ 73 ] [ 74 ] |
| 8   | Trường Phổ thông IVS                     | Số 89, đường Ngô Gia Tự, phường Tam Sơn             |           |             |               |
| 9   | Trường Phổ thông năng khiếu TDTT Olympic | Phường Đồng Nguyên                                  |           |             | [ 75 ]        |
| 10  | Trường THPT Tư thục Kinh Bắc             | Đường tỉnh 282, phường Song Liễu                    | 2006      |             | [ 76 ] [ 77 ] |
| 11  | Trường THPT Thiên Đức                    | Phường Thuận Thành                                  | 1998      |             | [ 78 ] [ 79 ] |
| 12  | Trường THPT Phố Mới                      | Số 634, đường Quang Trung, phường Quế Võ            | 1994      |             | [ 80 ]        |
| 13  | Trường THPT Trần Hưng Đạo                | Khu phố Thành Dền, phường Đào Viên                  | 2004      |             | [ 81 ]        |
| 14  | Trường THPT Gia Bình số 3                | Quốc lộ 17, thôn Khoái Khê, xã Nhân Thắng           |           |             | [ 82 ]        |
| 15  | Trường THPT Lương Tài số 3               | Thôn Kim Đào, xã Lương Tài                          | 1996      |             | [ 83 ] [ 84 ] |
| 16  | Trường THPT Hải Á                        | Thôn Thanh Lâm, xã Trung Kênh                       | 2005      |             | [ 85 ]        |
| 17  | Trường THPT Trần Nhân Tông               | Thôn Hoài Thượng, xã Liên Bão                       | 1997      |             | [ 86 ] [ 87 ] |
| 18  | Trường THPT Lê Quý Đôn                   | Xã Việt Đoàn, huyện Tiên Du                         | 2005      | [ note 48 ] | [ 88 ] [ 89 ] |
| 19  | Trường THPT Nguyễn Trãi                  | Xã Yên Phong                                        | 2000      |             | [ 90 ]        |

#### Các trường có yếu tố nước ngoài
| STT | Tên chính thức                           | Địa chỉ                                        | Thành lập | Ghi chú     | Tham khảo |
| --- | ---------------------------------------- | ---------------------------------------------- | --------- | ----------- | --------- |
| 1   | Trường Phổ thông Quốc tế Kinh Bắc (KBIS) | Khu đô thị mới Võ Cường, phường Võ Cường       | 2006      | [ note 49 ] | [ 91 ]    |
| 2   | Trường Quốc tế Him Lam Bắc Ninh          | Khu đô thị Him Lam Green Park, phường Võ Cường |           |             | [ 92 ]    |